# Tatia meesi
Tatia meesi és una espècie de peix de la família dels auqueniptèrids i de l'ordre dels siluriformes.

## Morfologia
- Els mascles poden assolir els 4,7 cm de llargària total.
- Nombre de vèrtebres: 34.[4]

## Distribució geogràfica
Es troba a Sud-amèrica: riu Essequibo a Guaiana.